# آركين (مسلسل تلفزيوني)
آركين (بالإنجليزية: Arcane)‏ هو مسلسل رسوم متحركة، تدور أحداثه في عالم ليغ أوف ليجيندز. المسلسل من تطوير وإنتاج شركة ريوت غيمز.كان من المقرر إصدار المسلسل في 2020 لكن بسبب جائحة كورونا تم تأجيله ليعرض أواخر عام 2021 على نتفليكس.

## القصة
تدور أحداث القصة في المدينتين التاليتين: بيلتوفر وزون. تتفاقم التوترات بين هاتين المدينتين مع إنشاء هيكستيك، وهي طريقة يمكن لأي شخص التحكم بها في الطاقة السحرية. في زون، عقار جديد يحول البشر إلى وحوش. التنافس الموجود بين هاتين المدينتين يقسم العائلات والأصدقاء، حيث تجلب لعبة أركان إل  الحياة العلاقات التي تشكل بعض أبطال ليغ أوف ليجيندز المشهورين مثل Vi و Jinx و Caitlyn و Jayce و Viktor و Ekko و Singed و Heimerdinger .
على الرغم من أن أركان يركز فقط على هاتين المدينتين، إلا أنهما ينتميان إلى عالم Runeterra. بيلتوفر هي المدينة الأكاديمية والعلمية، في حين أن زون هي على العكس من ذلك. بدأ العديد من أذكى الأشخاص في Runeterra في زون، لكن التنشئة في مدينة فقيرة وقاسية مثل زون جعلت من التقدم أكثر أهمية من الأخلاق في كثير من أذهان هذه المدينة الرثة.

## توزيع
- Hailee Steinfeld  في دور Vi
- Ella Purnell  في دور Jinx (Powder)
- Kevin Alejandro  في دور Jayce
- Katie Leung  في دور Caitlyn
- Jason Spisak  في دور Silco
- Toks Olagundoye  في دور Mel
- Brett Tucker  في دور Singed
- Miles Brown  في دور Ekko
- J. B. Blanc  في دور Vander
- Harry Lloyd  في دور Viktor
- Remy Hii  في دور Marcus
- Mick Wingert  في دور Heimerdinger
- Yuri Lowenthal  في دور Mylo
- Roger Craig Smith  في دور Claggor
- Josh Keaton  في دور Deckard
- Shohreh Aghdashloo  في دور Enforcer Grayson